# Tommy DeVito
Gaetano "Tommy" DeVito (Belleville, Nueva Jersey; 19 de junio de 1928 - Las Vegas, Nevada; 21 de septiembre de 2020) fue un músico y cantante estadounidense.

## Primeros años
DeVito nació en Belleville, Nueva Jersey, Estados Unidos, y fue el menor de nueve hermanos de una familia ítalo-estadounidense . A los ocho años, aprendió a tocar la guitarra de su hermano escuchando música country en la radio. Cuando tenía 12 años, jugaba por propinas en las tabernas del vecindario. Dejó la escuela después del octavo grado. (Belleville High lo nombró graduado honorario en 2007). A los 16, tenía su propia banda de R&B y ganaba $ 20 o $ 25 por noche.

## Carrera
La carrera musical de DeVito comenzó a principios de la década de 1950 cuando formó "The Variety Trio" con su hermano Nick DeVito y Hank Majewski. Este grupo principal actuó con varios nombres y alineaciones cambiantes. La banda se expandió a un cuarteto y cambió su nombre a "Variatones", incluida la incorporación en 1954 del cantante Francis Castelluccio (más tarde conocido como Frankie Valli). Cuando firmaron un contrato de grabación con RCA Victor, en 1956, el cuarteto de DeVito / DeVito / Hank Majewski / Valli se había rebautizado como "The Four Lovers". Tommy y Frankie siguieron siendo los únicos miembros consistentes de los Four Lovers, ya que el grupo lanzó siete sencillos y un álbum bajo el nombre de Four Lovers. Su single debut de 1956, "You're the Apple of My Eye de Otis Blackwell, logró suficientes ventas nacionales como para aparecer como un éxito menor en el Billboard Hot 100 lista de singles. El sencillo le dio a Tommy su primera aparición en televisión nacional, cuando los Four Lovers aparecieron en "The Ed Sullivan Show" en 1956.
Mientras su hermano Nick dejaba el grupo, Tommy DeVito continuó con sus búsquedas musicales, reformando y realineando el grupo. Era amigo cercano de Joe Pesci, quien presentó a DeVito y Valli a Bob Gaudio. En 1960, The Four Lovers estaba formado por DeVito y Valli junto con el letrista, cantante y teclista Bob Gaudio y el arreglista vocal Nick Massi, y se utilizaron principalmente como banda de respaldo para el productor Bob Crewe bajo contrato. Esta es la alineación que adoptó el nombre "The Four Seasons" (en realidad, se facturaron numéricamente como The 4 Seasons), el nombre de un boliche en Union, Nueva Jersey, que tenía un salón donde habían hecho una audición. Firmado por el compositor / productor Bob Crewe, los Four Seasons grabaron su primer sencillo con ese nombre, "Bermuda", en noviembre de 1961. Fue lanzado por Gone Records, pero no tuvo éxito. Su siguiente single lo hizo, en 1962 la composición No. 1 de Gaudio, single "Sherry". Lanzado por Vee-Jay Records en julio de 1962, "Sherry" alcanzó el número uno en septiembre, el primero de los tres éxitos consecutivos de Four Seasons, siendo los otros "Big Girls Don't Cry "y" Walk Like a Man ".
Massi dejó el grupo en 1965, justo antes del lanzamiento de "Let's Hang On!", Y el arreglista Charles Calello tocó el bajo hasta que se pudo encontrar un nuevo bajista, y luego Joe Long se unió a la banda y participó en muchas listas encabezando los éxitos durante el resto de la década y hasta mediados de la década de 1970. DeVito dejó el grupo en abril de 1970 antes de que se lanzara el álbum "Half and Half". Le dijo al 'Las Vegas Review-Journal' en 2009 "Lo había tenido hasta aquí con viajar y cambiarme de ropa tres veces al día, tomar dos aviones y luego conducir 100 millas para hacer una cita. Subir al escenario y hacer las mismas cosas, simplemente lo tenía ". En la última canción de este álbum, "Oh Happy Day, Any Day Now", se puede escuchar a DeVito tocando un poco de un solo en su guitarra. Vendió a Valli y Gaudio sus derechos sobre el material, el nombre y el acto de gira de Four Seasons al partir en 1970. El motivo de su partida se indicó originalmente como un problema de audición, pero luego se reveló que había acumulado una deuda significativa y financiera. problemas a través del juego.
Más tarde, DeVito explicó que se había cansado de las exigencias de los viajes, y en 1970 se mudó a Las Vegas, donde vivían varios hermanos en ese momento. Comenzó una nueva vida y se convirtió en distribuidor de cartas durante un tiempo. Los tiempos fueron difíciles para él durante un tiempo, como comentó en una entrevista de 2009 con Doug Elfman en el "Las Vegas Review-Journal". DeVito, junto con sus compañeros originales Four Seasons Valli, Massi y Gaudio, fue incluido en el Salón de la Fama del Rock and Roll en 1990 y en el Salón de la Fama del Grupo Vocal en 1999. DeVito se reincorporó a Valli y Gaudio (Massi había muerto en 2000) en el escenario de la inauguración en Broadway de 2005 del musical de estilo documental "Jersey Boys", un éxito ganador de Tony Award que narra la historia de los primeros años del grupo. días, que más tarde se adaptó a un largometraje de 2014 Jersey Boys dirigido por Clint Eastwood.

## Fallecimiento
DeVito falleció el 21 de septiembre de 2020 en Las Vegas a los noventa y dos años. La noticia fue anunciada por el actor Alfred Nittoli a través de su cuenta de Facebook, en la que afirmó que el músico había sido hospitalizado recientemente luego de contraer el COVID-19.

## Discografía

### The Four Seasons
- 1962 -	Sherry & 11 Others
- 1962 -	The 4 Seasons Greetings
- 1963 -	Big Girls Don't Cry and Twelve Others...
- 1963 -	The 4 Seasons Sing Ain't That a Shame and 11 Others
- 1964 -	Born to Wander – Tender and Soulful Ballads
- 1964 -	Dawn (Go Away) and 11 Other Great Songs
- 1964 -	Rag Doll
- 1965 -	The 4 Seasons Entertain You
- 1965 -	The 4 Seasons Sing Big Hits by Burt Bacharach... Hal David... Bob Dylan...
- 1965 -	All New Recorded Live • On Stage with The 4 Seasons
- 1966 -	Working My Way Back to You and More Great New Hits
- 1967 -	New Gold Hits
- 1967 -	The 4 Seasons Present Frankie Valli Solo
- 1968 -	Timeless
- 1969 -	The Genuine Imitation Life Gazette
- 1970 -	Half & Half